# Hôtel de l’Escalopier

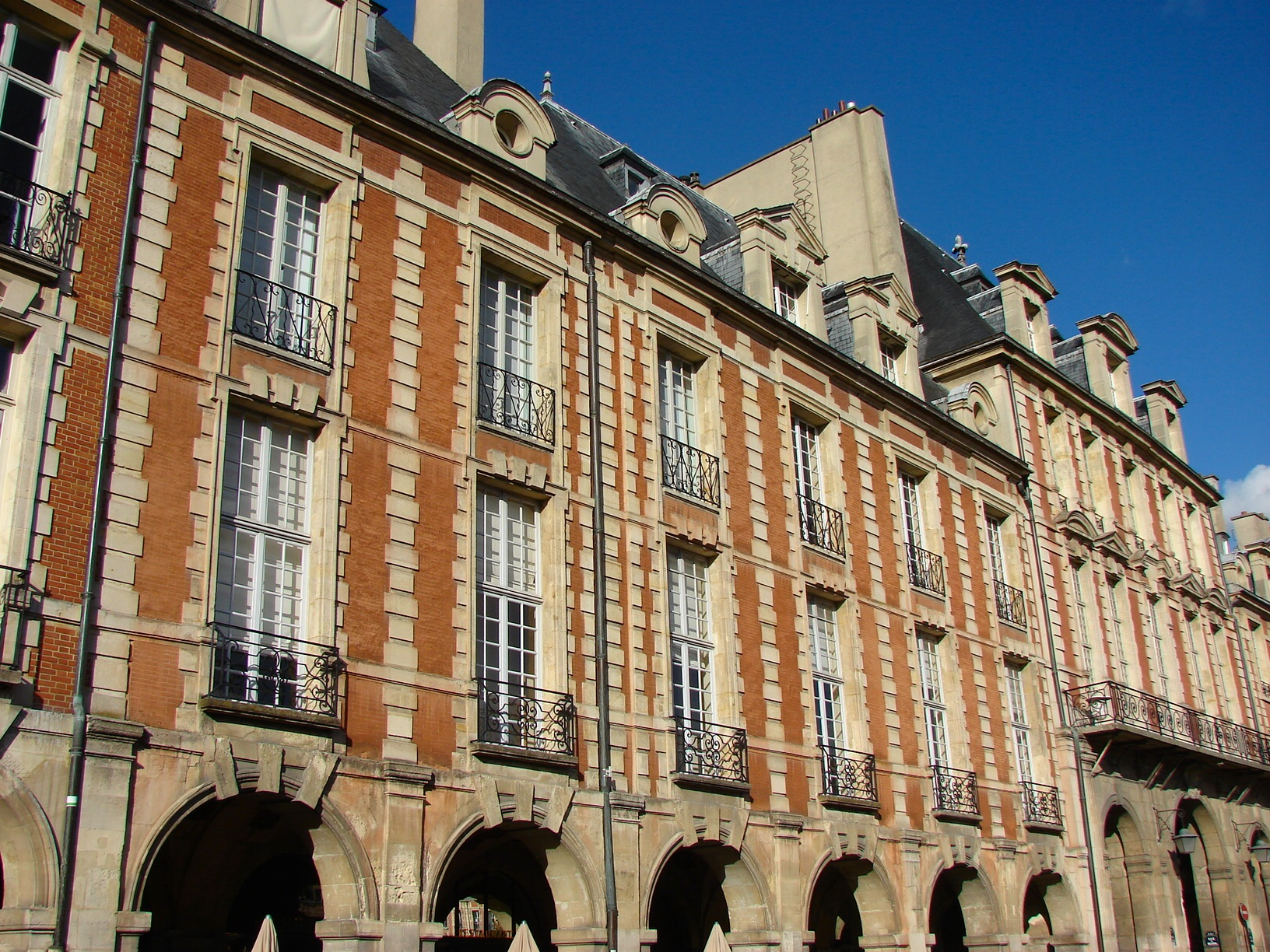
Hôtel de l’Escalopier in Paris (2010)

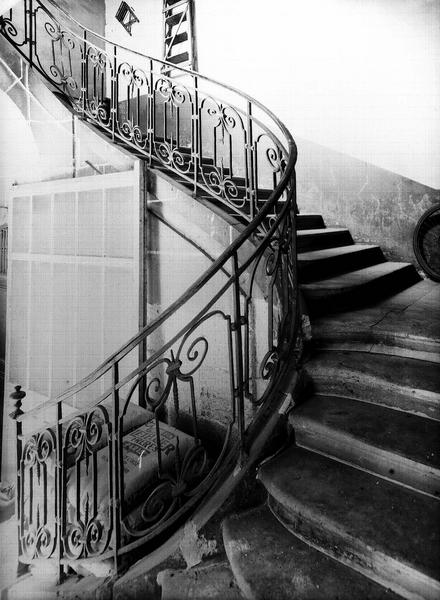
Treppenhaus (1951)

Das Hôtel de l’Escalopier in Paris, der französischen Hauptstadt, ist ein Hôtel particulier im 3. Arrondissement. Im Jahr 1956 wurde der Stadtpalast an der Place des Vosges Nr. 25 als Monument historique in die Liste der Baudenkmäler in Frankreich aufgenommen.
Das Haus wurde Anfang des 17. Jahrhunderts errichtet und 1641 an Pierre Gobelin du Quesnoy verkauft. Im Jahr 1694 kaufte es Charles de l’Escalopier, dessen Erben es bis 1865 besaßen.  
Beide Flügel des Hauses besitzen noch die Treppenhäuser der Erbauungszeit mit schmiedeeisernen Geländern.